# Pałac w Parzęczewie
Pałac w Parzęczewie – zabytkowy pałac wybudowany w 1820 roku w stylu klasycystyczno-neorenesansowym, położony we wsi Parzęczewo w województwie wielkopolskim.

## Historia

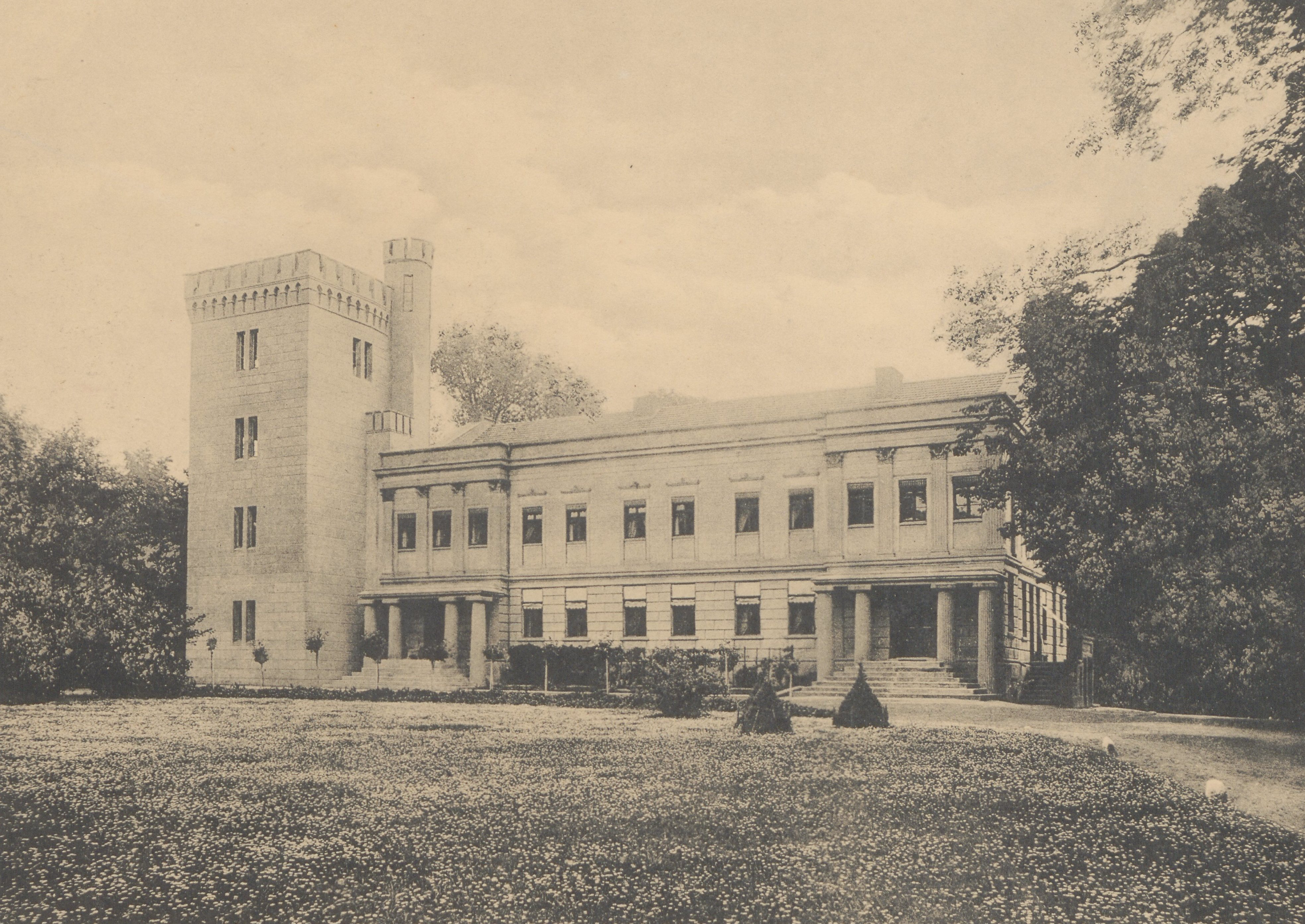
Widok pałacu przed 1912

Pałac został wybudowany w 1820, ale został przebudowany pod koniec XIX wieku. Do rejestru zabytków został wpisany 23 grudnia 1974 wraz z otaczającym go parkiem. Budynek ma wieżę.
Pałac jest elementem zespołu pałacowo-folwarcznego. Zabytkowy park o powierzchni 8,6 ha pochodzi z II poł. XVIII wieku. W drzewostanie wyróżnia się najgrubszy w Wielkopolsce miłorząb, liczący ok. 430 cm, a także stare dęby szypułkowe, cisy, żywotniki, lipy i inne.
Na kompleks składają się jeszcze tzw. stary dwór, spichlerz, stodoły i stajnia z I poł. XIX wieku.